# Novograblenovita
La novograblenovita és un mineral de la classe dels halurs. Rep el nom en honor de Prokopiy Trifonovich Novograblenov (14 d'agost de 1892 - 1 de gener de 1934), professor, naturalista, geògraf i geòleg, sent un dels investigadors de la península de Kamxatka.

## Característiques
La novograblenovita és un halur de fórmula química (NH₄)MgCl₃·6H₂O. Va ser aprovada com a espècie vàlida per l'Associació Mineralògica Internacional l'any 2017, sent publicada per primera vegada el 2019. Cristal·litza en el sistema monoclínic. La seva duresa a l'escala de Mohs es troba entre 1 i 2. És un mineral relacionat estructuralment i químicament amb la carnal·lita.
L'exemplar que va servir per a determinar l'espècie, el que es coneix com a material tipus, es troba conservat a les col·leccions del Museu Mineralògic Fersmann, de l'Acadèmia de Ciències de Rússia, a Moscú (Rússia), amb el número de registre: 5003/1.

## Formació i jaciments
Va ser descoberta al volcà Tolbàtxik, krai de Kamtxatka, Rússia, sent l'únic indret de tot el planeta on ha estat descrita aquesta espècie mineral.